# بارنزلی
بارنزلی (به انگلیسی: Barnsley) یک شهرستان بزرگ در منطقهٔ یورکشایر جنوبی در کشور انگلستان است که این کشور خود بخشی از بریتانیا محسوب می‌شود. بارنزلی در نوع خود یکی از بزرگترین شهر های بازاری بریتانیا به شمار می رود. بارنزلی در بین شهرهای لیدز و شفیلد قرار گرفته‌است. این شهرستان در سرشماری سال ۲۰۲۱ شامل جمعیت ۲۴۴،۶۰۰ نفر بود.

## افراد مشهور
- بتانی انگلند (متولد 1994)، بازیکن تیم فوتبال تاتنهام هاتسپر و تیم ملی انگلیس
- برایان گلاور (1934-1997)، بازیگر و کشتی‌گیر
- جوآن هریس (متولد 1964)، نویسنده، متولد و بزرگ شده در بارنزلی
- جان استونز (متولد 1994)، بازیکن  تیم فوتبال منچستر سیتی و تیم ملی انگلیس